# Lijst van albums van Asterix
Hieronder volgt een lijst van Asterix-albums.

## Reguliere reeks
Aanvankelijk week de Nederlandse nummering af van de oorspronkelijke Franse, zodat voor de eerste achttien albums de volgorde totaal anders was. In de jaren negentig is de Nederlandse volgorde gelijkgetrokken met die van de Franse uitgave.
De albums 1 tot en met 24 zijn geschreven door René Goscinny en getekend door Albert Uderzo. De verhalen zijn in het Nederlands verschenen bij uitgeverij de Geïllustreerde Pers, Amsterdam Boek en uiteindelijk Dargaud.
Na de dood van Goscinny is Uderzo alleen verdergegaan tot deel 34. De nieuwe verhalen verschenen bij uitgeverij Les Éditions Albert René. Vanaf deel 35 worden de verhalen getekend door Didier Conrad en geschreven door Jean-Yves Ferri. Vlak voor het verschijnen van het 39ste album verscheen het eerste album uit de spin-offreeks Idefix en de onverzettelijken, die niet door Conrad en Ferri wordt gecreëerd. Ferri werd voor het 40ste en 41ste album vervangen door Fabrice Caro.
Van sommige albums is bij de heruitgave in 2005 de titel gewijzigd.
| Nr. (oud)                                             | Nederlandse titel                                             | Franse titel                                        | Eerste druk                                         |                                                     |
| scenario: René Goscinny / tekeningen: Albert Uderzo   | scenario: René Goscinny / tekeningen: Albert Uderzo           | scenario: René Goscinny / tekeningen: Albert Uderzo | scenario: René Goscinny / tekeningen: Albert Uderzo | scenario: René Goscinny / tekeningen: Albert Uderzo |
| ----------------------------------------------------- | ------------------------------------------------------------- | --------------------------------------------------- | --------------------------------------------------- | --------------------------------------------------- |
| 01 00(1)                                              | Asterix de Galliër                                            | Astérix le Gaulois                                  | juli 1961                                           |                                                     |
| 02 0(10)                                              | Het gouden snoeimes (was: Asterix en het gouden snoeimes)     | La Serpe d'or                                       | juli 1962                                           |                                                     |
| 03 00(6)                                              | Asterix en de Goten (was: Asterix en de Gothen)               | Astérix et les Goths                                | juli 1963                                           |                                                     |
| 04 00(9)                                              | Asterix als gladiator (was: Asterix en de gladiatoren)        | Astérix gladiateur                                  | juli 1964                                           |                                                     |
| 05 00(5)                                              | De ronde van Gallië (was: Asterix en de ronde van Gallia)     | Le Tour de Gaule d'Astérix                          | januari 1965                                        |                                                     |
| 06 00(7)                                              | Asterix en Cleopatra                                          | Astérix et Cléopâtre                                | juli 1965                                           |                                                     |
| 07 00(3)                                              | De strijd van de stamhoofden (was: De kampioen)               | Le Combat des chefs                                 | januari 1966                                        |                                                     |
| 08 00(4)                                              | Asterix bij de Britten (was: Asterix en de Britten)           | Astérix chez les Bretons                            | juli 1966                                           |                                                     |
| 09 0(11)                                              | Asterix en de Noormannen                                      | Astérix et les Normands                             | oktober 1966                                        |                                                     |
| 10 0(12)                                              | Asterix als legioensoldaat (was: Asterix en het 1ste legioen) | Astérix légionnaire                                 | juli 1967                                           |                                                     |
| 11 00(2)                                              | Het ijzeren schild (was: Asterix en het ijzeren schild)       | Le Bouclier arverne                                 | januari 1968                                        |                                                     |
| 12 0(14)                                              | Asterix en de Olympische Spelen                               | Astérix aux Jeux olympiques                         | juli 1968                                           |                                                     |
| 13 00(8)                                              | Asterix en de koperen ketel                                   | Astérix et le Chaudron                              | januari 1969                                        |                                                     |
| 14 0(15)                                              | Asterix in Hispania                                           | Astérix en Hispanie                                 | oktober 1969                                        |                                                     |
| 15 0(13)                                              | De intrigant                                                  | La Zizanie                                          | april 1970                                          |                                                     |
| 16 0(16)                                              | Asterix en de Helvetiërs                                      | Astérix chez les Helvètes                           | oktober 1970                                        |                                                     |
| 17 0(18)                                              | De Romeinse lusthof                                           | Le Domaine des dieux                                | oktober 1971                                        |                                                     |
| 18 0(17)                                              | De lauwerkrans van Caesar                                     | Les Lauriers de César                               | januari 1972                                        |                                                     |
| 19 0(19)                                              | De ziener                                                     | Le Devin                                            | oktober 1972                                        |                                                     |
| 20 0(20)                                              | Asterix op Corsica                                            | Astérix en Corse                                    | april 1973                                          |                                                     |
| 21 0(21)                                              | Het geschenk van Caesar                                       | Le Cadeau de César                                  | juli 1974                                           |                                                     |
| 22 0(22)                                              | De grote oversteek                                            | La Grande Traversée                                 | april 1975                                          |                                                     |
| 23 0(23)                                              | Obelix & Co.                                                  | Obélix et Compagnie                                 | april 1976                                          |                                                     |
| 24 0(24)                                              | Asterix en de Belgen                                          | Astérix chez les Belges                             | januari 1979                                        |                                                     |
| scenario en tekeningen: Albert Uderzo                 |                                                               |                                                     |                                                     |                                                     |
| 25                                                    | De broedertwist (was in Vlaanderen: De diepe kloof)           | Le Grand Fossé                                      | april 1980                                          |                                                     |
| 26                                                    | De odyssee van Asterix                                        | L'Odyssée d'Astérix                                 | oktober 1981                                        |                                                     |
| 27                                                    | De zoon van Asterix                                           | Le Fils d'Astérix                                   | oktober 1983                                        |                                                     |
| 28                                                    | Asterix in Indus-land                                         | Astérix chez Rahàzade                               | oktober 1987                                        |                                                     |
| 29                                                    | De roos en het zwaard                                         | La Rose et le Glaive                                | oktober 1991                                        |                                                     |
| 30                                                    | De beproeving van Obelix                                      | La Galère d'Obélix                                  | juli 1996                                           |                                                     |
| 31                                                    | Asterix en Latraviata                                         | Astérix et Latraviata                               | maart 2001                                          |                                                     |
| 32                                                    | Het pretpakket                                                | Astérix et la Rentrée gauloise                      | augustus 2003                                       |                                                     |
| 33                                                    | Het geheime wapen                                             | Le ciel lui tombe sur la tête                       | oktober 2005                                        |                                                     |
| 34                                                    | De verjaardag van Asterix & Obelix: Het guldenboek            | L'Anniversaire d'Astérix et Obélix - Le Livre d'or  | oktober 2009                                        |                                                     |
| scenario: Jean-Yves Ferri / tekeningen: Didier Conrad |                                                               |                                                     |                                                     |                                                     |
| 35                                                    | Asterix bij de Picten                                         | Astérix chez les Pictes                             | oktober 2013                                        |                                                     |
| 36                                                    | De papyrus van Caesar                                         | Le Papyrus de César                                 | oktober 2015                                        |                                                     |
| 37                                                    | Asterix en de race door de Laars                              | Astérix et la Transitalique                         | oktober 2017                                        |                                                     |
| 38                                                    | De dochter van de veldheer                                    | La Fille de Vercingétorix                           | oktober 2019                                        |                                                     |
| 39                                                    | Asterix en de Griffioen                                       | Astérix et le Griffon                               | oktober 2021                                        |                                                     |
| scenario: Fabrice Caro / tekeningen: Didier Conrad    |                                                               |                                                     |                                                     |                                                     |
| 40                                                    | De witte iris                                                 | L'iris blanc                                        | oktober 2023                                        |                                                     |
| 41                                                    | Asterix in Lusitania                                          | Astérix en Lusitanie                                | oktober 2025                                        |                                                     |

Voetnoten
1. ↑  In 1993 is er een speciale uitgave (in het Frans) gepubliceerd, dat een compilatie van korte stripverhalen bevatte. Tien jaar later, in 2003, is deze heruitgegeven met extra verhalen als de 32e titel van de klassieke serie.[2] Enkele verhalen waren al wel eerder in het Nederlands gepubliceerd, onder andere in een reclame-uitgave uit 1983 en in schoolagenda's.[3] Het scenario van een aantal verhalen is nog geschreven door Goscinny, de andere verhalen zijn van na diens overlijden, en geschreven door Uderzo.[3]
2. ↑  Scenario: Goscinny en Uderzo.

### Filmuitgaven
| Nederlandse titel                   | Franse titel                    | Jaar | Scenario                       | Tekeningen    | Opmerking                                                                           |
| ----------------------------------- | ------------------------------- | ---- | ------------------------------ | ------------- | ----------------------------------------------------------------------------------- |
| Asterix verovert Rome               | Les Douze Travaux d'Astérix     | 1976 | René Goscinny                  | Albert Uderzo | Geïllustreerd album van de film Asterix verovert Rome.                              |
| Asterix verovert Rome               | Niet in het Frans verschenen    | 1979 | René Goscinny                  | Albert Uderzo | Album van de film Asterix verovert Rome. Exclusief uitgegeven bij tijdschrift Eppo. |
| Asterix en de verrassing van Caesar | Astérix et la Surprise de César | 1985 | Pierre Tchernia                | Albert Uderzo | Geïllustreerd album van de film Asterix contra Caesar.                              |
| Niet in het Nederlands verschenen   | Astérix et le coup du menhir    | 1989 | Yannick Voight & Adolf Kabatek | Albert Uderzo | Geïllustreerd album van de film Asterix en de knallende ketel.                      |
| Niet in het Nederlands verschenen   | Astérix et les Indiens          | 1995 | Thomas Platt & Rhett Rooster   | Albert Uderzo | Geïllustreerd album van de film Asterix in Amerika.                                 |
| Asterix en de Vikingen              | Astérix et les Vikings          | 2006 | Jean-Luc Goossens              | Albert Uderzo | Geïllustreerd album van de film Asterix en de Vikingen.                             |

### Geïllustreerde albums
| Nederlandse titel                                   | Franse titel                                                            | Jaar | Opmerking |
| --------------------------------------------------- | ----------------------------------------------------------------------- | ---- | --- |
| Hoe de kleine Obelix in de ketel van de druïde viel | Comment Obélix est tombé dans la marmite du druide quand il était petit | 1989 | Scenario van René Goscinny en tekeningen en bijschriften van Albert Uderzo.                                                |
| De XII werken van Asterix                           | Les 12 travaux d'Astérix                                                | 2016 | Scenario van René Goscinny en tekeningen van Albert Uderzo. Gebaseerd op de animatiefilm Asterix en de Helden.             |
| Het geheim van de toverdrank                        | Le Secret de la potion magique                                          | 2018 | Naar de gelijknamige film van Louis Clichy en Alexandre Astier. Scenario van Olivier Gay en tekeningen van Fabrice Tarrin. |
| De Gouden Menhir                                    | Le Menhir d'or                                                          | 2020 | Scenario van René Goscinny en tekeningen van Albert Uderzo. Oorspronkelijk luisterboek op lp uit 1967.                     |
| Het Middenrijk                                      | L'Empire du Milieu                                                      | 2023 | Naar de gelijknamige film van Guillaume Canet. Scenario van Olivier Gay en tekeningen van Fabrice Tarrin.                  |
| Nog niet verschenen                                 | Astérix et le Royaume de Nubie                                          | 2026 | Naar de gelijknamige film van Alexandre Heboyan.                                                                           |

### Geïllustreerde tekstboeken
| Nederlandse titel                                   | Franse titel                                        | Jaar                                                |
| scenario: René Goscinny / tekeningen: Albert Uderzo | scenario: René Goscinny / tekeningen: Albert Uderzo | scenario: René Goscinny / tekeningen: Albert Uderzo |
| --------------------------------------------------- | --------------------------------------------------- | --------------------------------------------------- |
| De verschrikkelijke Horrofix                        | L'abominable horrifix                               | 1983                                                |
| Asterix en het haantje Jericocorix                  | Jericocorix                                         | 1983                                                |
| Asterix en de wagenrennen                           | La course de chars                                  | 1983                                                |
| Asterix en het appelsap                             | Le feu de pommes                                    | 1983                                                |
| Klein grut en grote opschudding                     | Marmaille et pagaille                               | 1983                                                |
| Het hemelse water                                   | L'eau du ciel                                       | 1983                                                |
| De Piraten                                          | Les Pirates                                         | 1984                                                |
| De illustere Belcantus                              | L'illustrissime Belcantus                           | 1984                                                |
| Asterix krijgt een logé                             | Niet in het Frans verschenen                        | 1985                                                |
| De toverdrank is in gevaar                          | Niet in het Frans verschenen                        | 1985                                                |
| De burenruzie                                       | Niet in het Frans verschenen                        | 1985                                                |
| Het vis-oproer                                      | Niet in het Frans verschenen                        | 1985                                                |

## Spin-offreeks (Idefix)

### Eerste reeks (Idéfix)
| Nr.                                                 | Nederlandse titel                                   | Franse titel                                        | Jaar                                                |                                                     |
| scenario: René Goscinny / tekeningen: Albert Uderzo | scenario: René Goscinny / tekeningen: Albert Uderzo | scenario: René Goscinny / tekeningen: Albert Uderzo | scenario: René Goscinny / tekeningen: Albert Uderzo | scenario: René Goscinny / tekeningen: Albert Uderzo |
| --------------------------------------------------- | --------------------------------------------------- | --------------------------------------------------- | --------------------------------------------------- | --------------------------------------------------- |
| 1                                                   | Idéfix maakt een vriend                             | Idéfix se fait un ami                               | 1972                                                |                                                     |
| 2                                                   | Idéfix vangt een everzwijn                          | La chasse au sanglier                               | 1972                                                |                                                     |
| 3                                                   | Idéfix redt een jongetje                            | L'orage                                             | 1972                                                |                                                     |
| 4                                                   | Idéfix verdient een lekker hapje                    | Un goûter bien mérité                               | 1972                                                |                                                     |
| 5                                                   | Niet in het Nederlands verschenen                   | Idéfix et le bébé                                   | 1973                                                |                                                     |
| 6                                                   | Niet in het Nederlands verschenen                   | Idéfix et le poisson clown                          | 1973                                                |                                                     |
| 7                                                   | Niet in het Nederlands verschenen                   | Idéfix à la neige                                   | 1973                                                |                                                     |
| 8                                                   | Niet in het Nederlands verschenen                   | L'anniversaire d'Idéfix                             | 1974                                                |                                                     |
| 9                                                   | Niet in het Nederlands verschenen                   | Idéfix fait du sport                                | 1973                                                |                                                     |
| 10                                                  | Niet in het Nederlands verschenen                   | Idéfix et la petite fille                           | 1972                                                |                                                     |
| 11                                                  | Niet in het Nederlands verschenen                   | Une folle poursuite                                 | 1973                                                |                                                     |
| 12                                                  | Niet in het Nederlands verschenen                   | Idéfix au cirque                                    | 1973                                                |                                                     |
| 13                                                  | Niet in het Nederlands verschenen                   | Idéfix magicien                                     | 1974                                                |                                                     |
| 14                                                  | Niet in het Nederlands verschenen                   | Idéfix et le perroquet                              | 1974                                                |                                                     |
| 15                                                  | Niet in het Nederlands verschenen                   | Idéfix s'en va-t'en guerre                          | 1974                                                |                                                     |
| 16                                                  | Niet in het Nederlands verschenen                   | Idéfix et le petit lapin                            | 1974                                                |                                                     |
| 17                                                  | Niet in het Nederlands verschenen                   | Idéfix et le vilain petit aiglon                    | 1982                                                |                                                     |
| 18                                                  | Niet in het Nederlands verschenen                   | Idéfix et la grande fringale                        | 1982                                                |                                                     |

### Tweede reeks (Idefix en de onverzettelijken)
| Nr. | Nederlandse titel               | Franse titel                          | Eerste druk    | Scenario                                                      | Tekeningen                           |
| --- | ------------------------------- | ------------------------------------- | -------------- | ------------------------------------------------------------- | ------------------------------------ |
| 1   | Romeinen aan de lijn!           | Pas de quartier pour le latin !       | juni 2021      | Matthieu Choquet, Jérôme Erbin en Yves Coulon                 | Jean Bastide en Philippe Fenech      |
| 2   | De Romeinen bakken er niks van! | Les Romains se prennent une gamelle ! | juni 2022      | Hervé Benedetti, Michel Coulon, Simon Lecocq en Nicolas Robin | Jean Bastide en Philippe Fenech      |
| 3   | Lutetia, die bruisende stad!    | Ça balance pas mal à Lutèce !         | oktober 2022   | Marine Lachenaud en Oliver Serrano                            | David Etien en Philippe Fenech       |
| 4   | Spektakel in de arena           | Les Irréductibles font leur cirque    | juni 2023      | Cédric Bacconnier, Yannick Coulon en Simon Lecocq             | David Etien, Philippe Fenech en Rudy |
| 5   | Idefix en de druïde             | Idéfix et le Druide                   | september 2023 | Matthieu Choquet                                              | Philippe Fenech                      |
| 6   | De bosgeesten                   | La forêt lumière                      | juni 2024      | Cédric Bacconnier, Matthieu Choquet en Olivier Jean-Marie     | Jean Bastide                         |
| 7   | Lutetia knalt                   | La Traversée de Lutèce                | oktober 2024   | Lison d’Andréa, Philippe Clerc en Olivier Serrano             | Philippe Fenech                      |
| 8   | Nog niet verschenen             | À la poursuite du flacon vert         | juni 2025      | Lison d’Andréa, Philippe Clerc en Olivier Serrano             | Federico Mancuso                     |

### Geïllustreerde tekstboeken
| Nederlandse titel                 | Franse titel                       | Jaar | Opmerking |
| --------------------------------- | ---------------------------------- | ---- | --- |
| Niet in het Nederlands verschenen | Le Réveil de Lutèce                | 2022 | Naar de gelijknamige aflevering uit de televisieserie. Eerste stripreeks binnen de franchise met 3D-animatietekeningen. |
| Niet in het Nederlands verschenen | La baballe de Chevrotine           | 2022 | Naar de gelijknamige aflevering uit de televisieserie. Eerste stripreeks binnen de franchise met 3D-animatietekeningen. |
| Niet in het Nederlands verschenen | Voldenuix ramène sa fiole          | 2023 | Naar de gelijknamige aflevering uit de televisieserie. Eerste stripreeks binnen de franchise met 3D-animatietekeningen. |
| Niet in het Nederlands verschenen | Roucoulez, jeunesse !              | 2023 | Naar de gelijknamige aflevering uit de televisieserie. Eerste stripreeks binnen de franchise met 3D-animatietekeningen. |
| Niet in het Nederlands verschenen | Furie au forum                     | 2023 | Naar de gelijknamige aflevering uit de televisieserie. Eerste stripreeks binnen de franchise met 3D-animatietekeningen. |
| Niet in het Nederlands verschenen | Le grand colombier                 | 2023 | Naar de gelijknamige aflevering uit de televisieserie. Eerste stripreeks binnen de franchise met 3D-animatietekeningen. |
| Niet in het Nederlands verschenen | La compétition de Bastet           | 2024 | Naar de gelijknamige aflevering uit de televisieserie. Eerste stripreeks binnen de franchise met 3D-animatietekeningen. |
| Niet in het Nederlands verschenen | Turbine encrassée                  | 2024 | Naar de gelijknamige aflevering uit de televisieserie. Eerste stripreeks binnen de franchise met 3D-animatietekeningen. |
| Niet in het Nederlands verschenen | Les Irréductibles font leur cirque | 2022 | Naar de gelijknamige aflevering uit de televisieserie. Eerste stripreeks binnen de franchise met 3D-animatietekeningen. |
| Niet in het Nederlands verschenen | Des menhirs dans le ciel           | 2023 | Naar de gelijknamige aflevering uit de televisieserie. Eerste stripreeks binnen de franchise met 3D-animatietekeningen. |
| Niet in het Nederlands verschenen | Graine d'Irréductible              | 2023 | Naar de gelijknamige aflevering uit de televisieserie. Eerste stripreeks binnen de franchise met 3D-animatietekeningen. |

## Andere

### Hommagealbums
| Nederlandse titel                           | Franse titel               | Jaar | Opmerking                                                                                  |
| ------------------------------------------- | -------------------------- | ---- | ------------------------------------------------------------------------------------------ |
| Uderzo in beeld gebracht door zijn vrienden | Uderzo croqué par ses amis | 1996 | Hommagealbum voor Albert Uderzo.                                                           |
| Asterix en zijn vrienden                    | Astérix et ses Amis        | 2007 | Ter gelegenheid van de 80e verjaardag van tekenaar Albert Uderzo.                          |
| Generatie Asterix                           | Générations Astérix        | 2019 | Ter gelegenheid van 60 jaar Asterix. De Franse en Nederlandse versie wijken van elkaar af. |

### Spelletjesalbums
| Nederlandse titel                 | Franse titel                 | Jaar | Opmerking                              |
| --------------------------------- | ---------------------------- | ---- | -------------------------------------- |
| Topontmoeting                     | Le rendez-vous du chef       | 1988 | Behorend tot de Alea jacta est!-reeks. |
| Niet in het Nederlands verschenen | La vedette armoricaine       | 1988 | Behorend tot de Alea jacta est!-reeks. |
| Niet in het Nederlands verschenen | L'affaire de faux menhirs    | 1988 | Behorend tot de Alea jacta est!-reeks. |
| Niet in het Nederlands verschenen | Le grand jeu                 | 1989 | Behorend tot de Alea jacta est!-reeks. |
| Asterix en Obelix activityboek    | Niet in het Frans verschenen | 2016 |                                        |

### Kookboeken
| Nederlandse titel                        | Franse titel                             | Jaar |
| ---------------------------------------- | ---------------------------------------- | ---- |
| Lekker eten met Asterix                  | La cuisine avec Astérix                  | 1994 |
| De fabelachtige sandwiches van Panoramix | Les incomparables sandwichs de Panoramix | 1995 |
| Lekker snoepen met Obelix                | Les gâteaux d'Obélix                     | 1996 |
| De snoepreisjes van Asterix              | Les fugues d'Astérix                     | 1997 |
| Niet in het Nederlands verschenen        | Les banquets d'Astérix                   | 2018 |
| Nog niet in het Nederlands verschenen    | Les 40 banquets d’Astérix                | 2024 |

### Naslagwerk
| Nederlandse titel                | Franse titel                  | Jaar | Opmerking                            |
| -------------------------------- | ----------------------------- | ---- | ------------------------------------ |
| De wereld van Asterix de Galliër | Le Livre d'Astérix le Gaulois | 2000 | Ter gelegenheid van 40 jaar Asterix. |